# Denhamia fournieri
Denhamia fournieri är en benvedsväxtart. Denhamia fournieri ingår i släktet Denhamia och familjen Celastraceae.

## Underarter
Arten delas in i följande underarter:
- D. f. drakeana
- D. f. fournieri